# Escu, Cluj
Escu (în maghiară Vecsk) este un sat în comuna Recea-Cristur din județul Cluj, Transilvania, România.

## Bibliografie

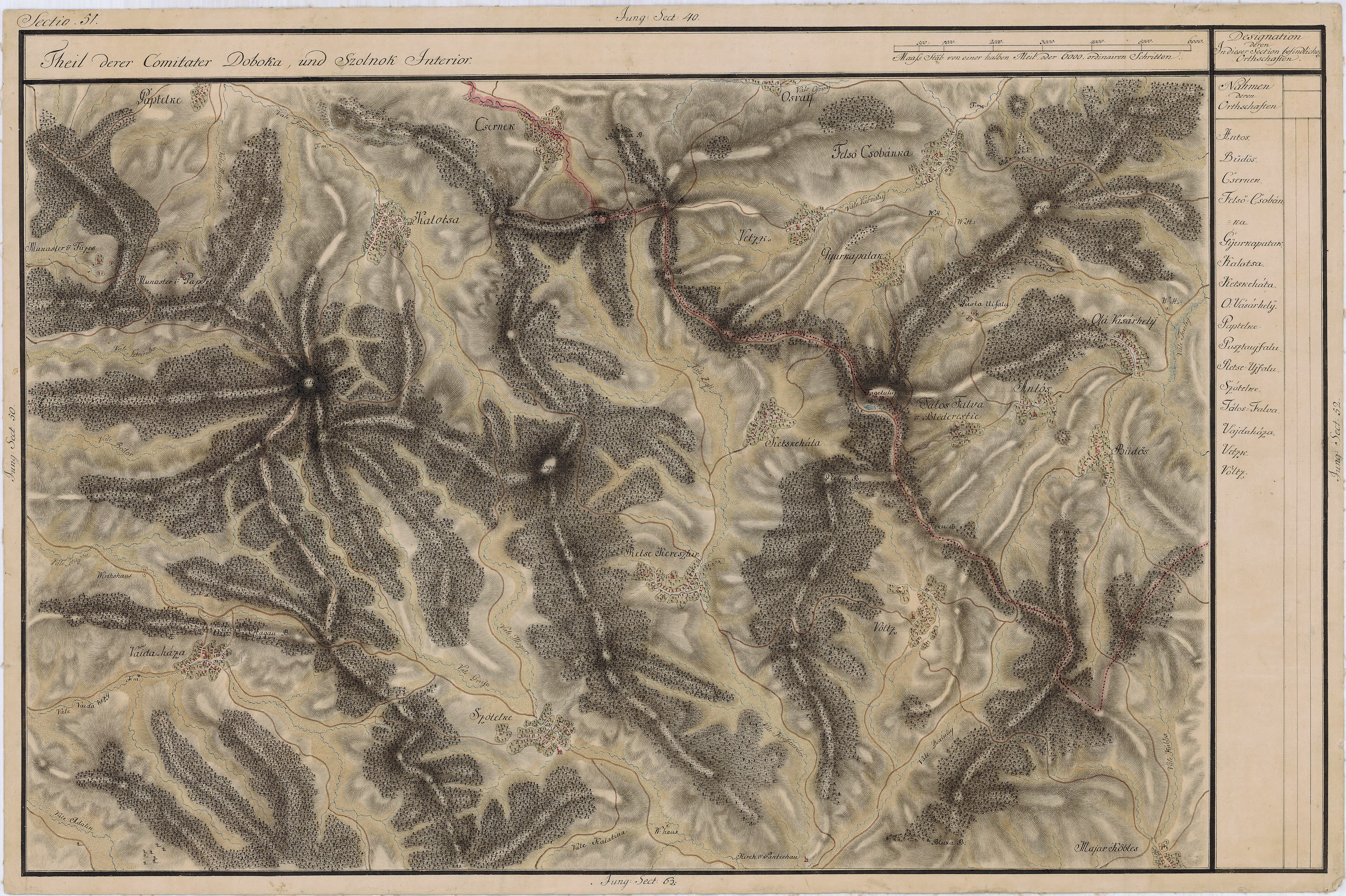
Escu în Harta Iosefină a Transilvaniei, 1769-73